# Халиловци
Халиловци су насељено мјесто у општини Оштра Лука, Република Српска, БиХ. Према попису становништва из 1991. у насељу је живјело 169 становника.

## Становништво
| Демографија | Демографија | Демографија |
| Година      | Становника  | Становника  |
| ----------- | ----------- | ----------- |
| 1961.       | 282         |             |
| 1971.       | 217         |             |
| 1981.       | 237         |             |
| 1991.       | 169         |             |